# Centro histórico de San Luis Potosí
El centro histórico de San Luis Potosí es la zona de monumentos históricos de la ciudad mexicana de San Luis Potosí en el estado homónimo declarado por el Instituto Nacional de Antropología e Historia (INAH) como Patrimonio de la nación.
En esta área se encuentran edificaciones de estilo virreinal abarcando una área de 1.93 kilómetros cuadrados formada por 218 manzanas que comprenden alrededor de 213 edificios construidos entre los siglos XVI al XX entre los que destacan la Basílica de Guadalupe y las iglesias de Nuestra Señora del Carmen, San Francisco, San Agustín, La Compañía, San José y San Juan de Dios, de culto religioso.
También se incluyen inmuebles de fines educativos y asistenciales como el Teatro de la Paz y los palacios de Gobierno y Municipal, así como plazas y parques como las de Armas y del Carmen, y el Jardín Colón, entre otros.
La zona de monumentos históricos de San Luis Potosí fue decretada y aprobada por el expresidente Miguel de la Madrid el 14 de noviembre de 1990 y puesta en vigor de acuerdo a su publicación en el Diario Oficial de la Federación el 19 de diciembre del mismo año.
Está declarado por la Unesco como parte del Camino Real de Tierra Adentro, que fue reconocido como Patrimonio de la Humanidad en 2010, cuenta con un Consejo Consultivo del Centro Histórico quien coordina a las diferentes instancias gubernamentales y ciudadanas para preservar y difundir el Patrimonio material e inmaterial a nivel nacional y mundial.

## Historia
Se funda en 1592 después de que descubrieron oro y plata en el Cerro de San Pedro, El capitán Caldera y Juna de Oñate y el virrey Luis de Velasco y Castilla fundaron en 1592, El título de ciudad fue concedido en 1656 por el virrey Francisco Fernández de la Cueva y Enríquez de Cabrera y fue confirmado por el rey Felipe IV dos años después. Construida sobre un llano En su arquitectura de San Luis Potosí han dejado constancia de monumentos que han habitado la ciudad, con una riqueza monumental muy importante, tanto en edificios religiosos como civiles, En el patrimonio histórico-artístico de la ciudad pueden observarse varios estilos como el barroco novohispano que se dio en la época novohispana, neoclasicismo entre otros.

## Monumentos históricos

### Arquitectura religiosa
La siguiente es una lista de las construcciones que constituyen el centro histórico de San Luis Potosí:
- Basílica de Guadalupe
- Capilla del Espíritu Santo
- Capilla de Loreto
- Casa de la Acción Católica
- Catedral de San Luis Potosí
- Iglesia Cristiana Central
- Iglesia Nacional Presbiteriana
- Templo de San Agustín
- Templo del Carmen
- Templo de la Compañía
- Templo y exconvento de San Francisco
- Templo de San José
- Templo de San Juan de Dios
- Templo de San Miguelito

Arquitectura religiosa de San Luis Potosí
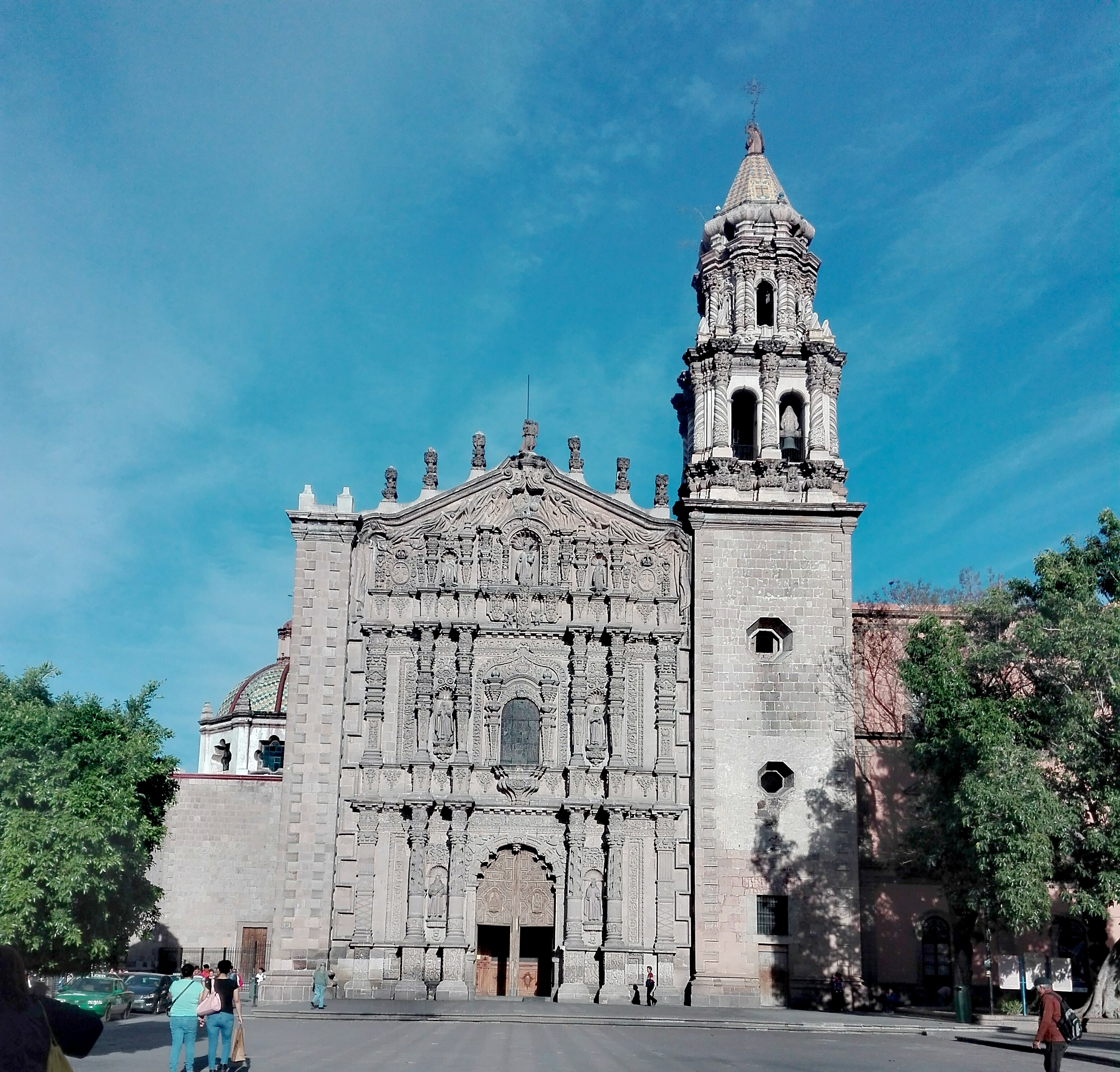
Templo del Carmen.
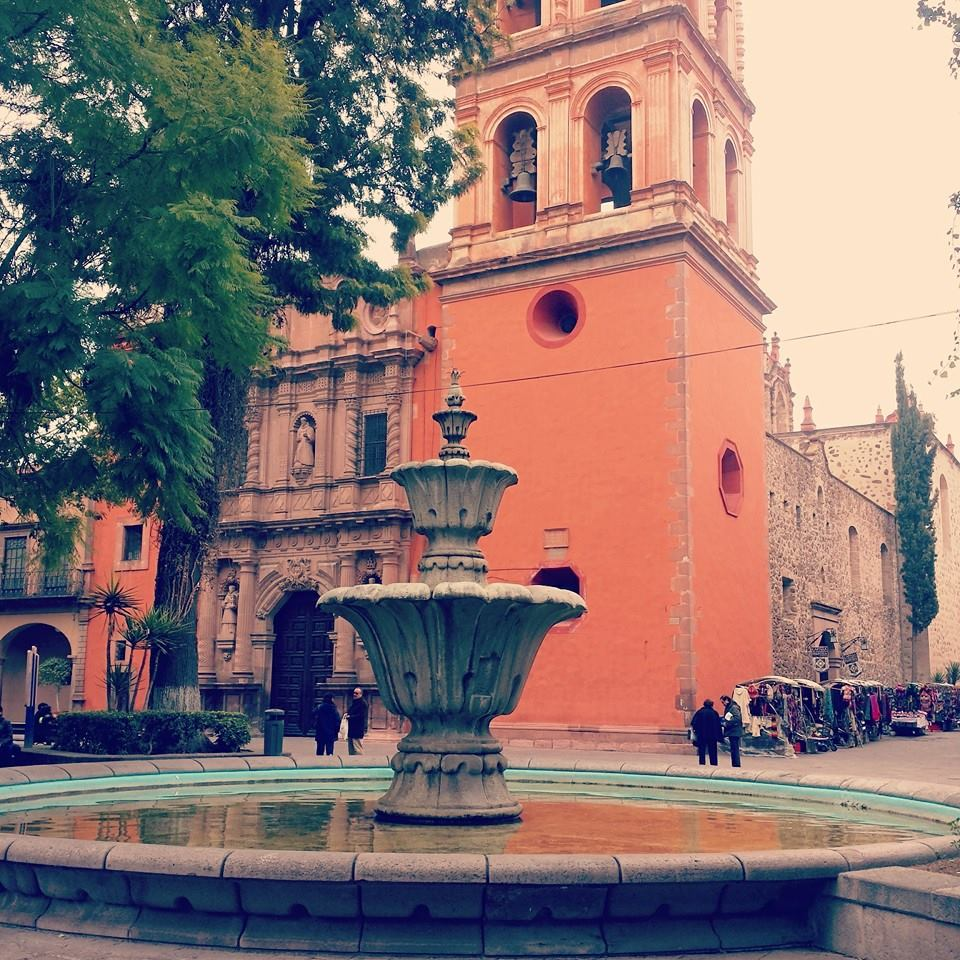
Iglesia de San Francisco.
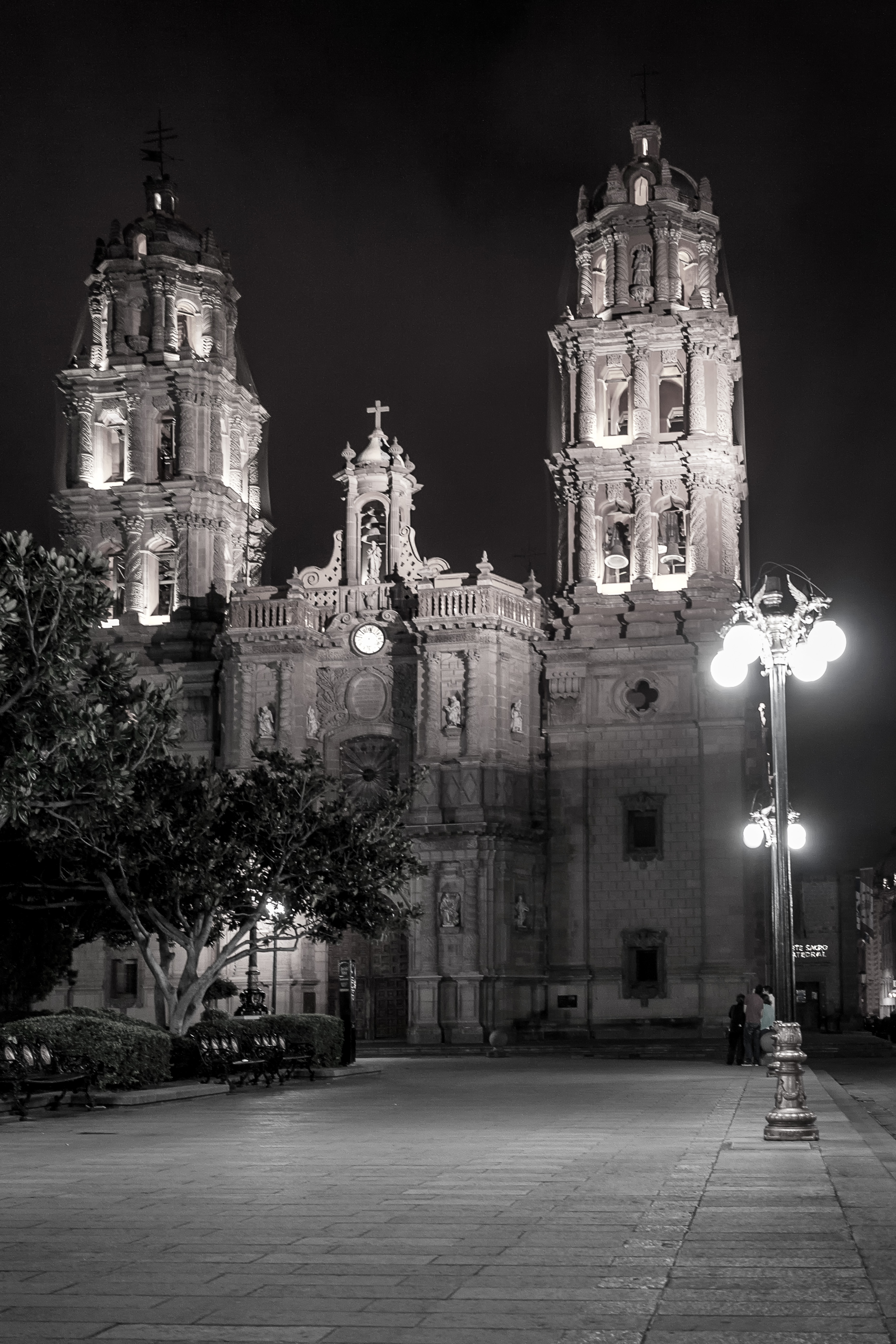
Catedral Metropolitana.
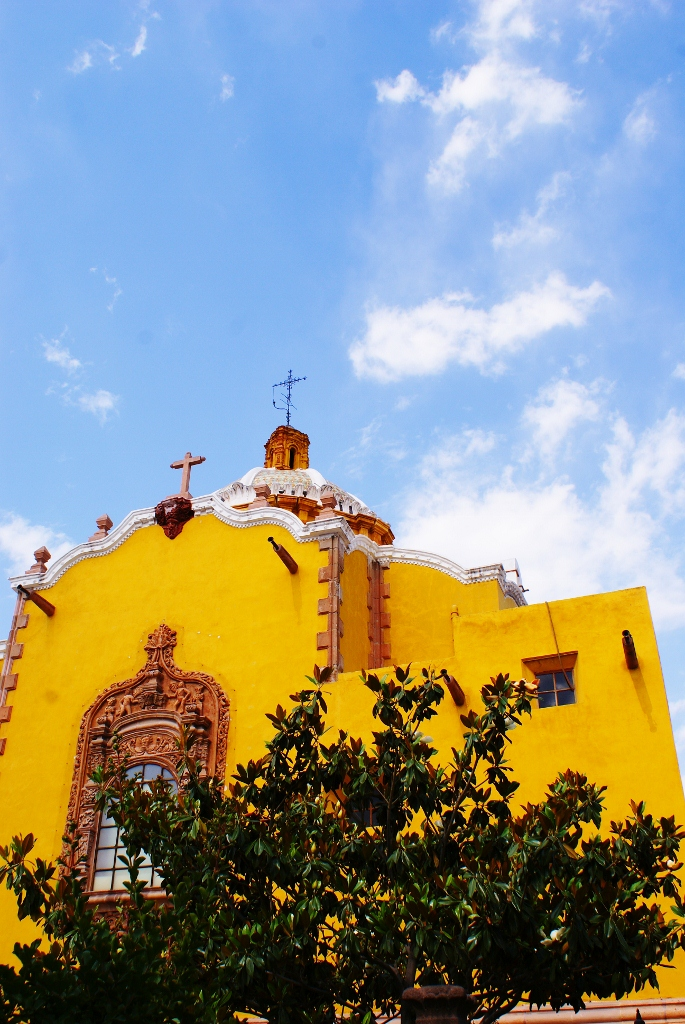
Capilla de Aranzazú.
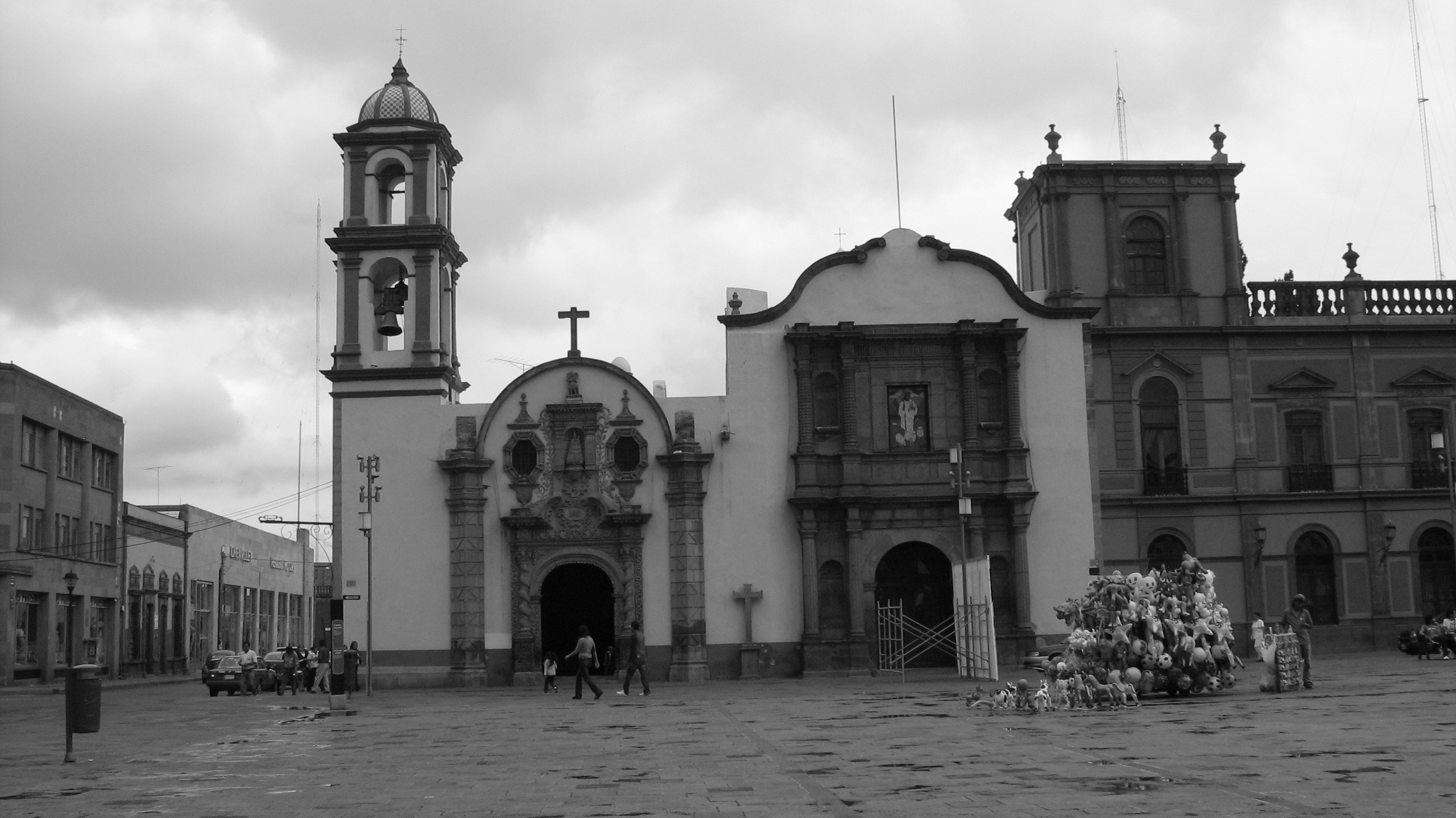
Templo de la Compañía.
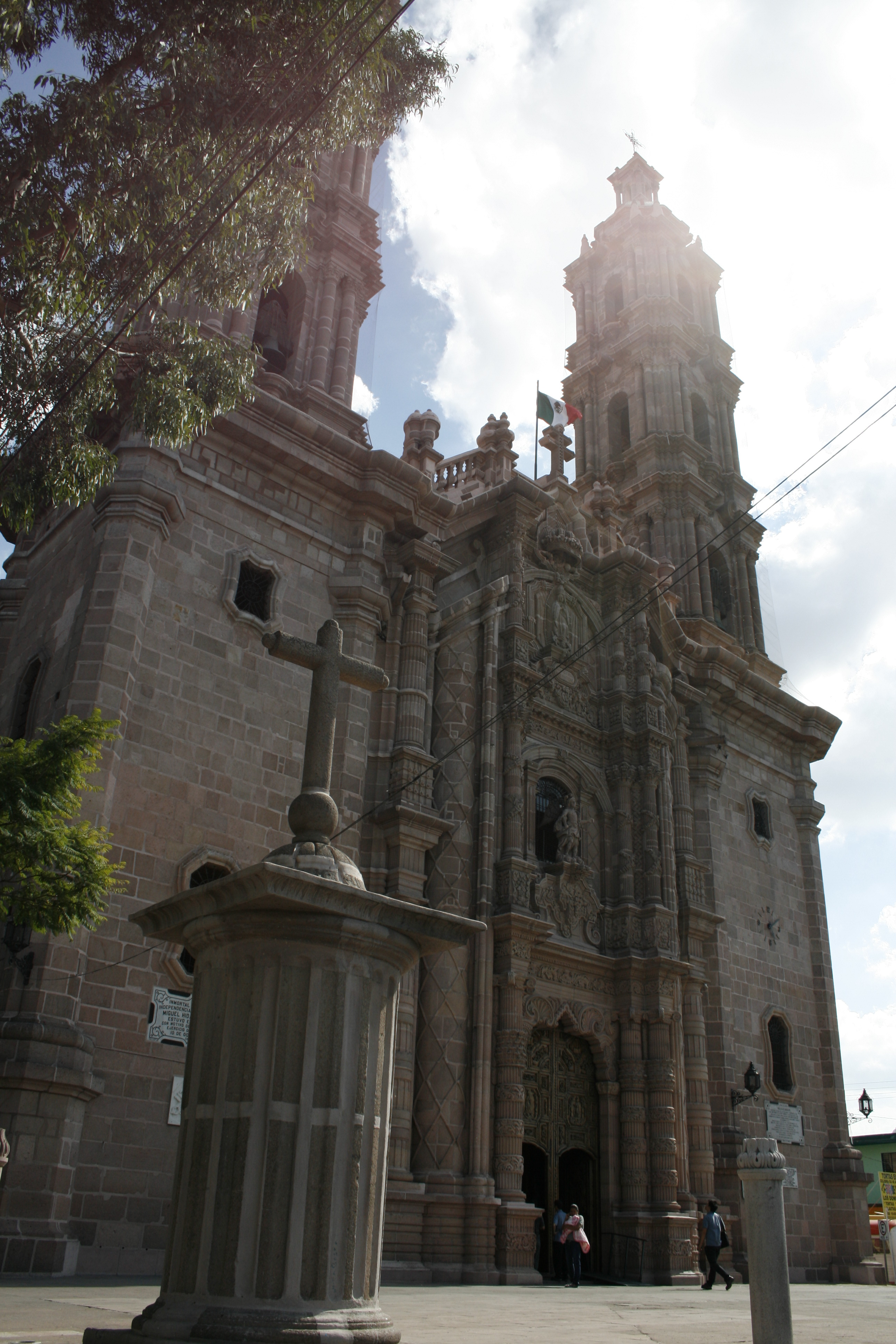
Basílica de Guadalupe.

### Arquitectura civil
- Al Libro Mayor
- Botica Alhóndiga
- Caja del Agua
- Caja Real
- Casa Mariano Jiménez
- Casa Pitman
- Casa de la Virreina
- Casa Museo Manuel José Othón
- Centro de las Artes
- Cineteca Alameda
- Edificio Central de la UASLP
- Edificio Ipiña
- Edificio Presidente Juárez
- Internado Damián Carmona
- Museo Federico Silva
- Museo del Ferrocarril Jesús García Corona
- Museo Leonora Carrington
- Museo Nacional de la Máscara
- Museo Regional Potosino
- Museo del Virreinato
- Palacio de Cristal
- Palacio de Gobierno
- Palacio Municipal
- Residencia de Juan Hernández Ceballos
- Sociedad Potosina La Lonja
- Teatro de la Paz

Arquitectura civil de San Luis Potosí
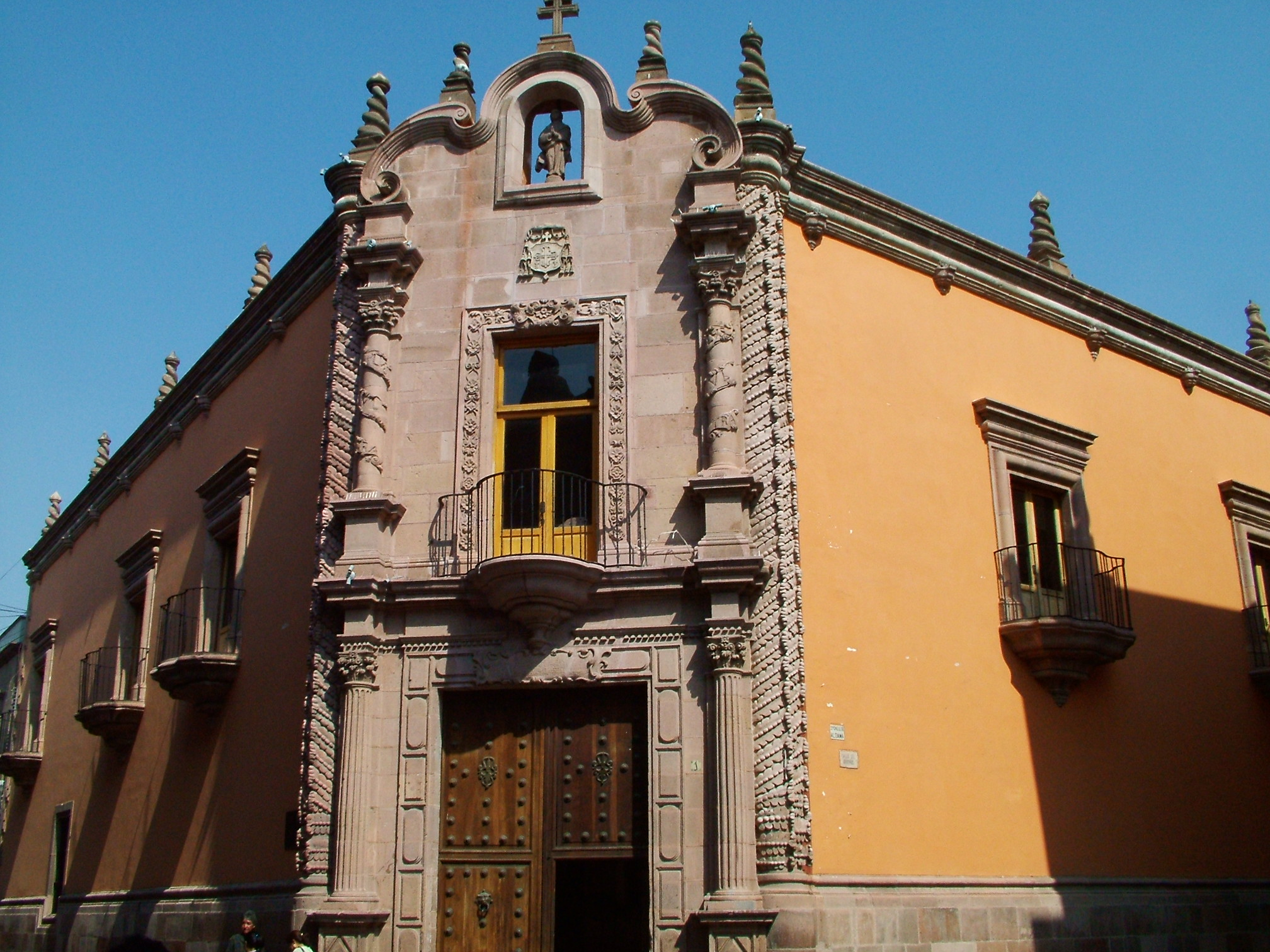
Caja Real.
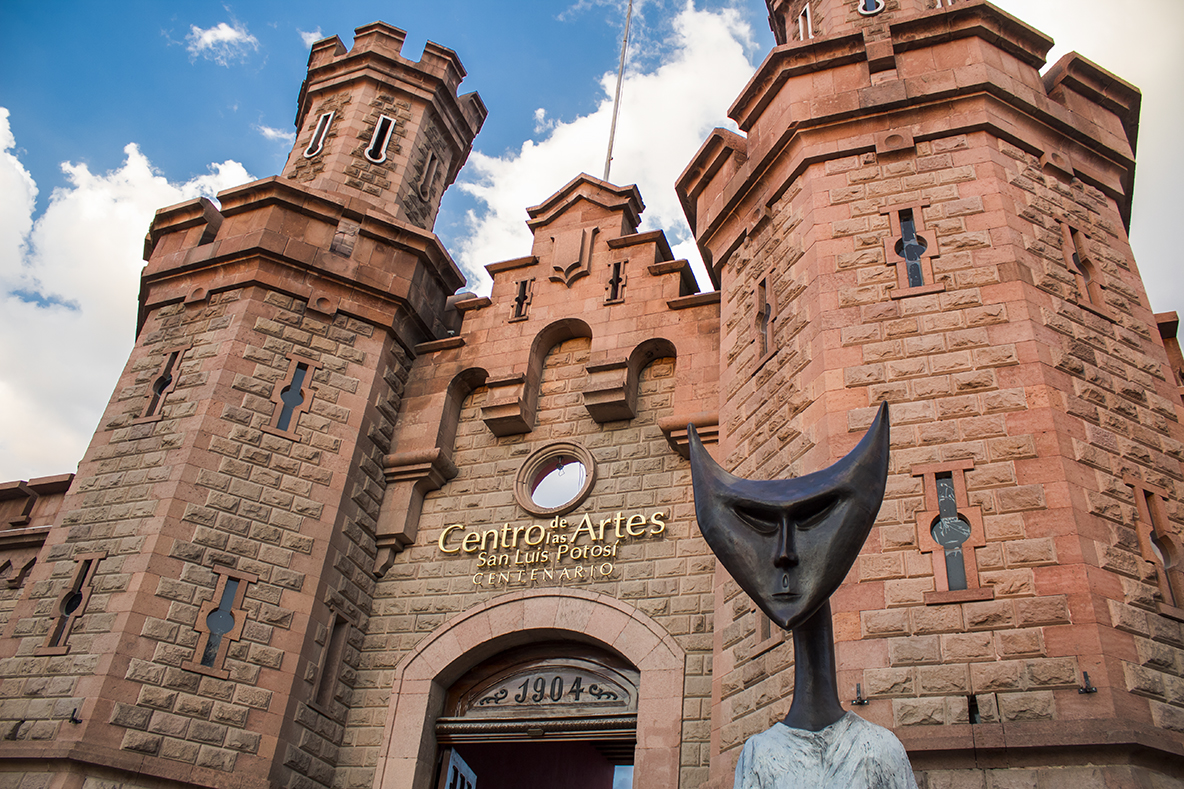
Centro de las Artes.
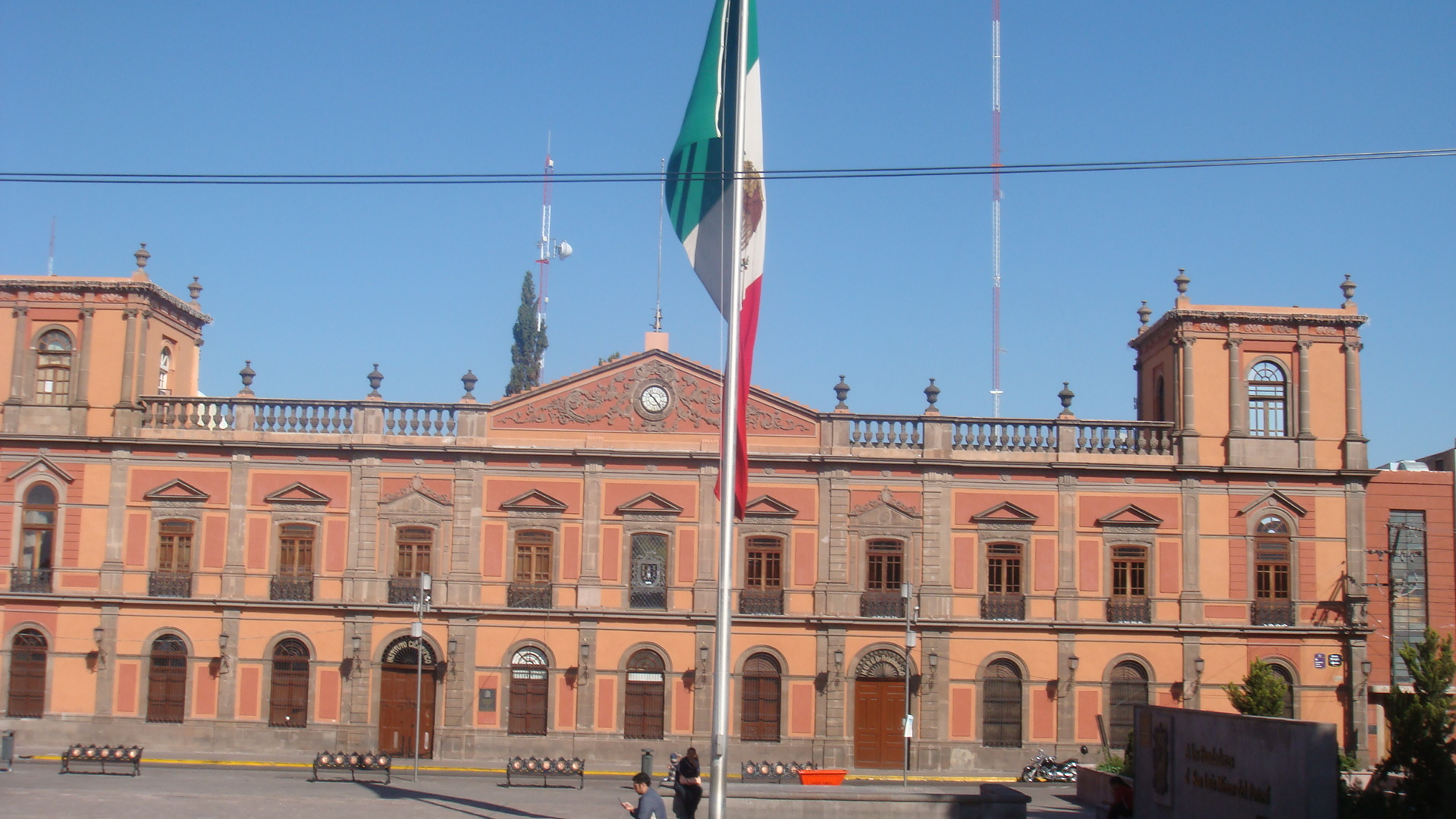
Edificio Central UASLP.
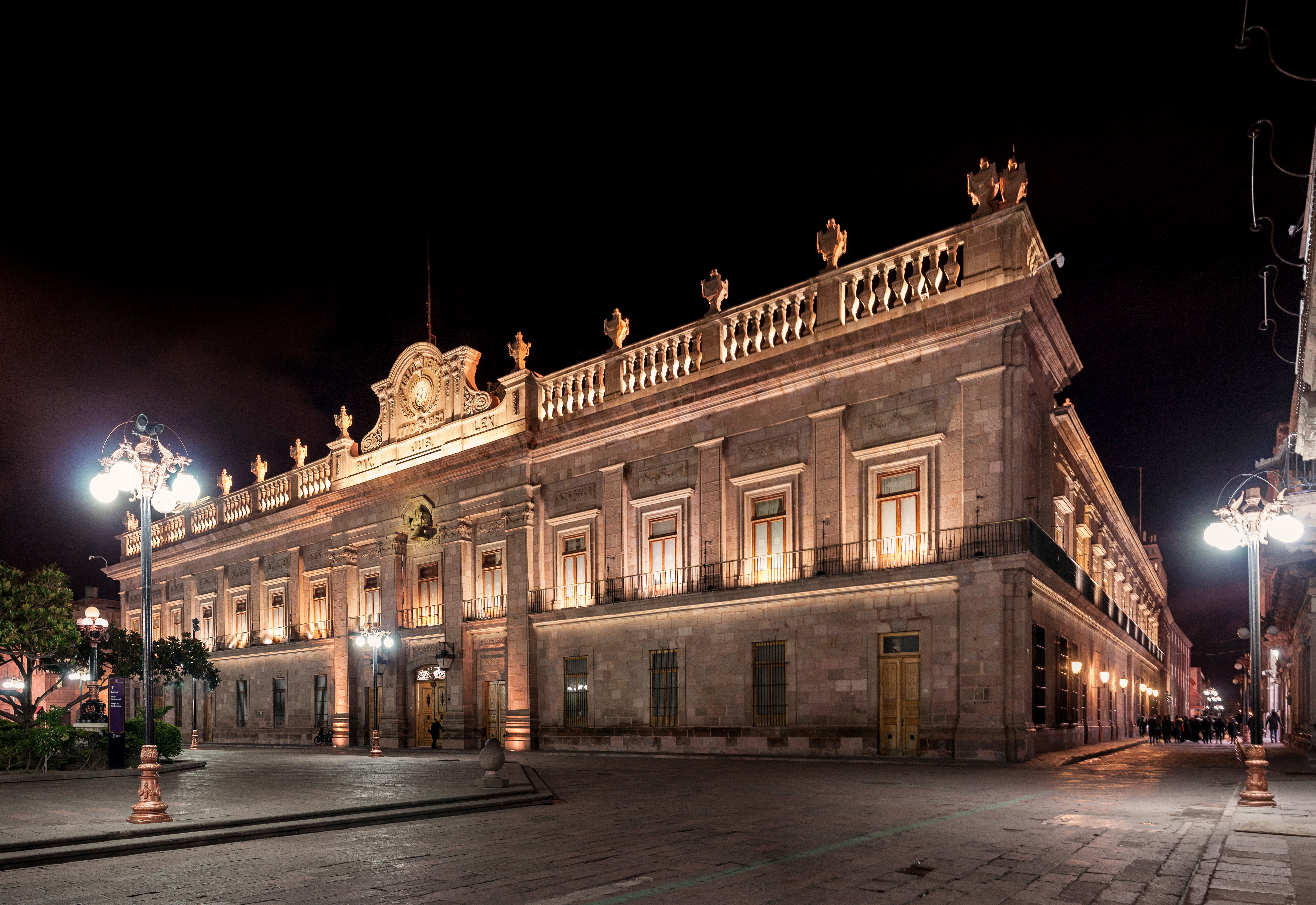
Palacio de Gobierno.
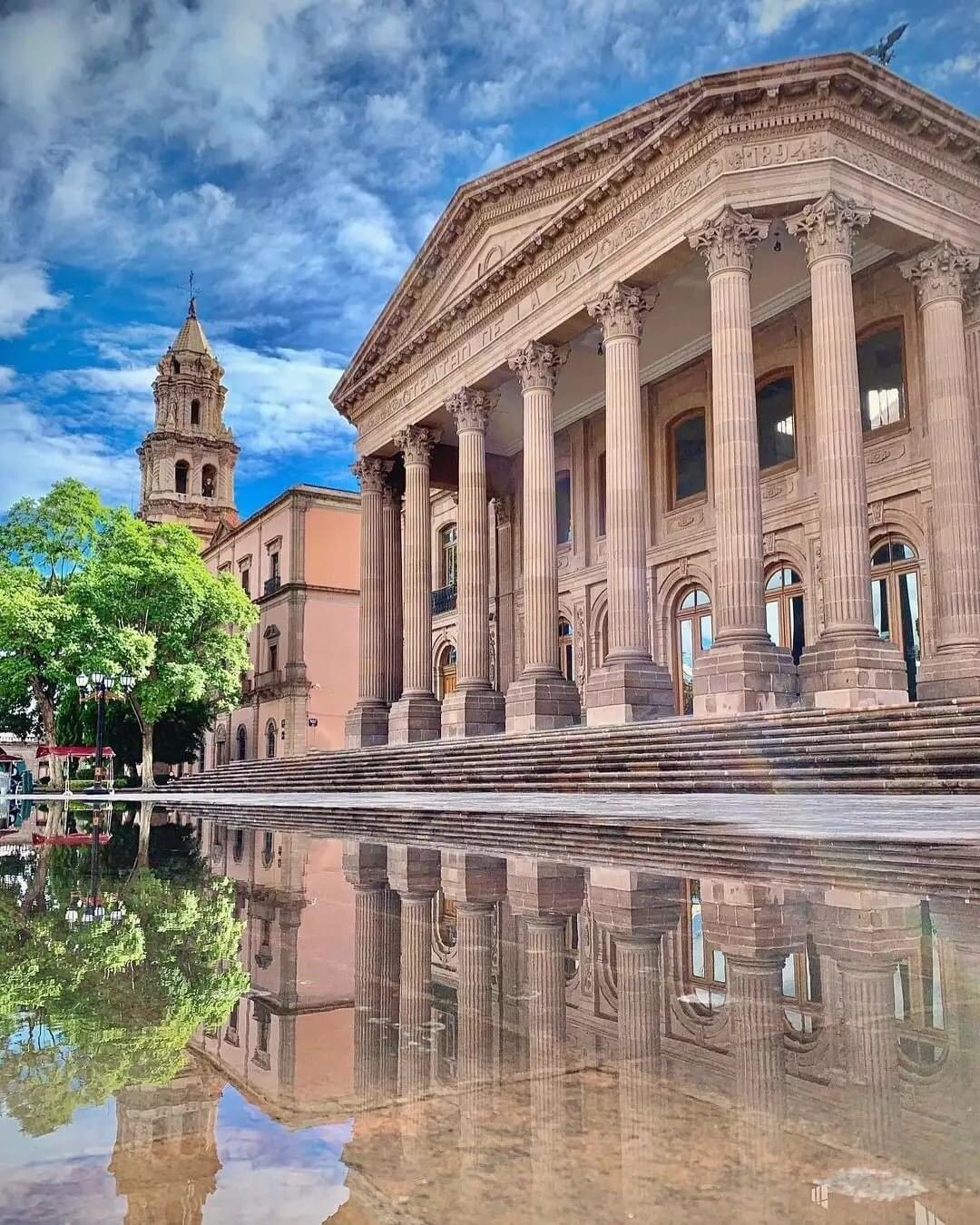
Teatro de la Paz.

### Plazas y parques
- Alameda Juan Sarabia
- Calzada de Guadalupe
- Jardín Colón
- Jardín Guerrero
- Jardín Mariano Jiménez
- Jardín de San Juan de Dios
- Jardín de San Miguelito
- Jardín de San Sebastián
- Plaza de Aranzazú
- Plaza de Armas
- Plaza del Carmen
- Plaza Fundadores
- Plaza del Mariachi
- Plaza del Milenio

Plazas y parques de San Luis Potosí
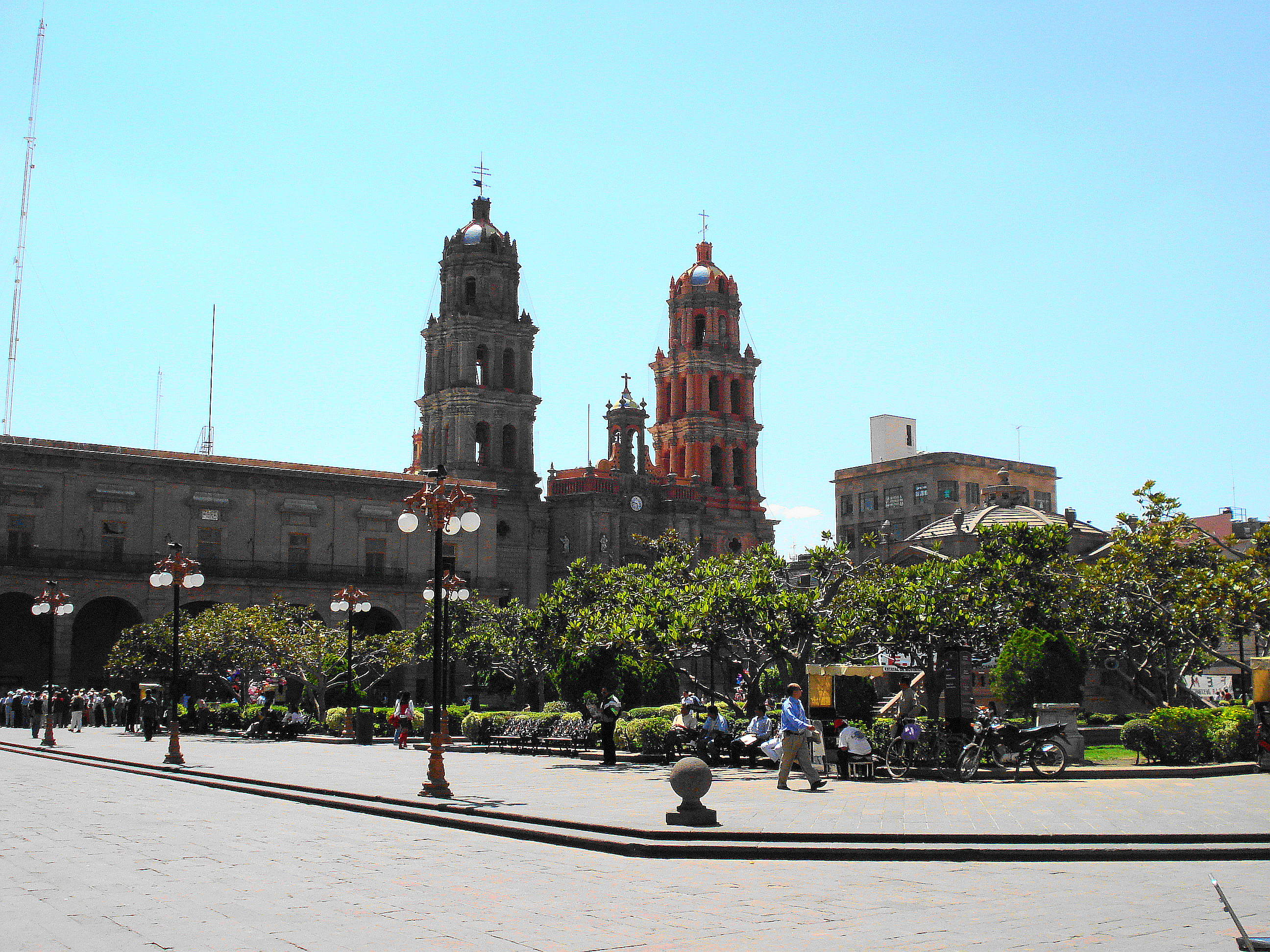
Plaza de Armas.
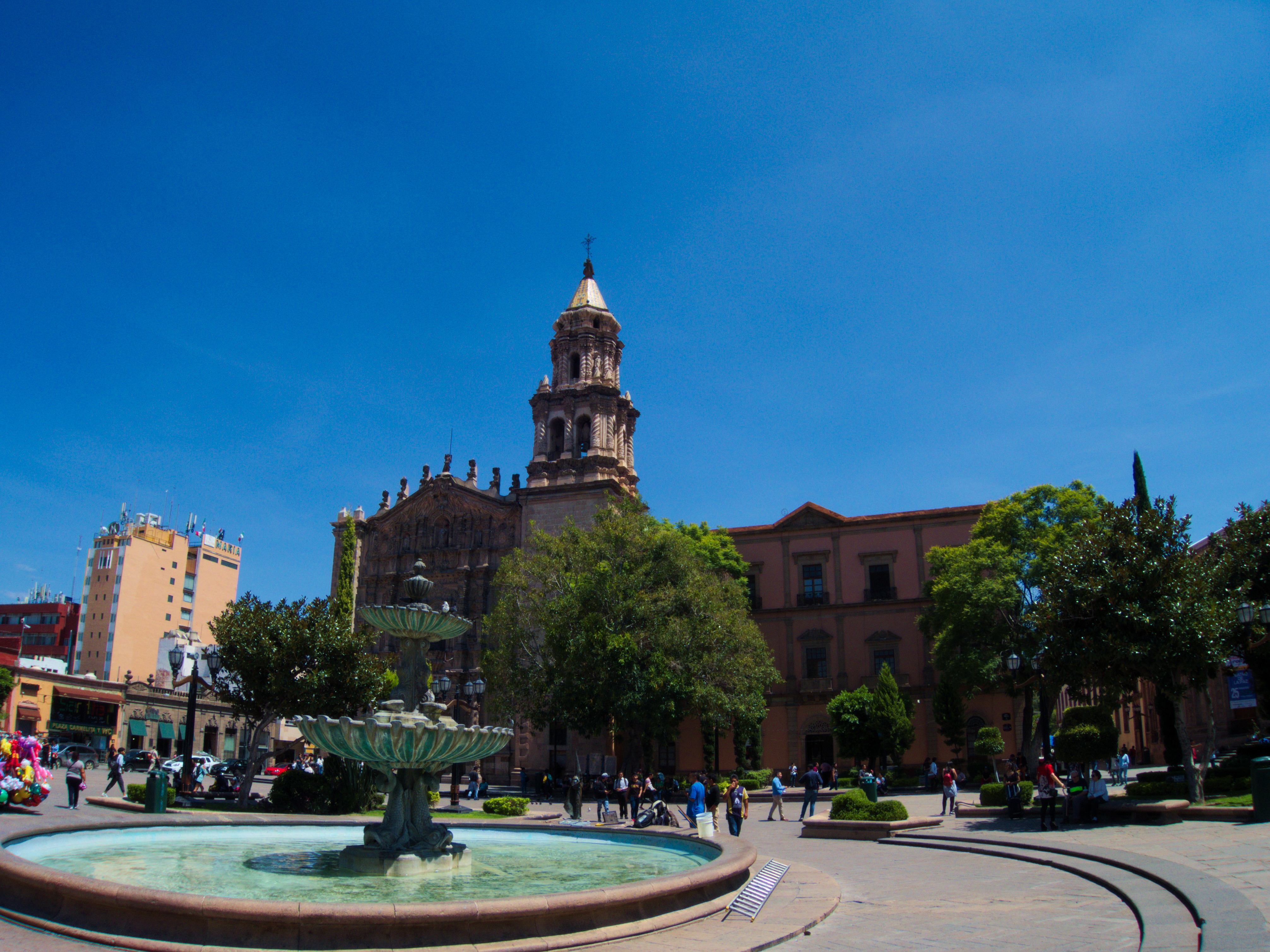
Plaza del Carmen.
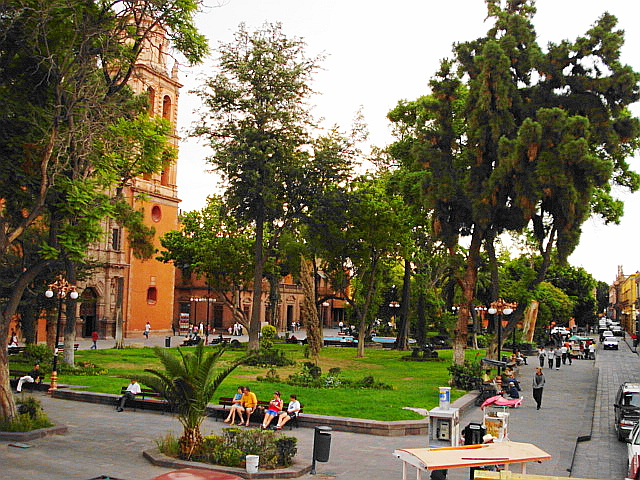
Jardín Guerrero.
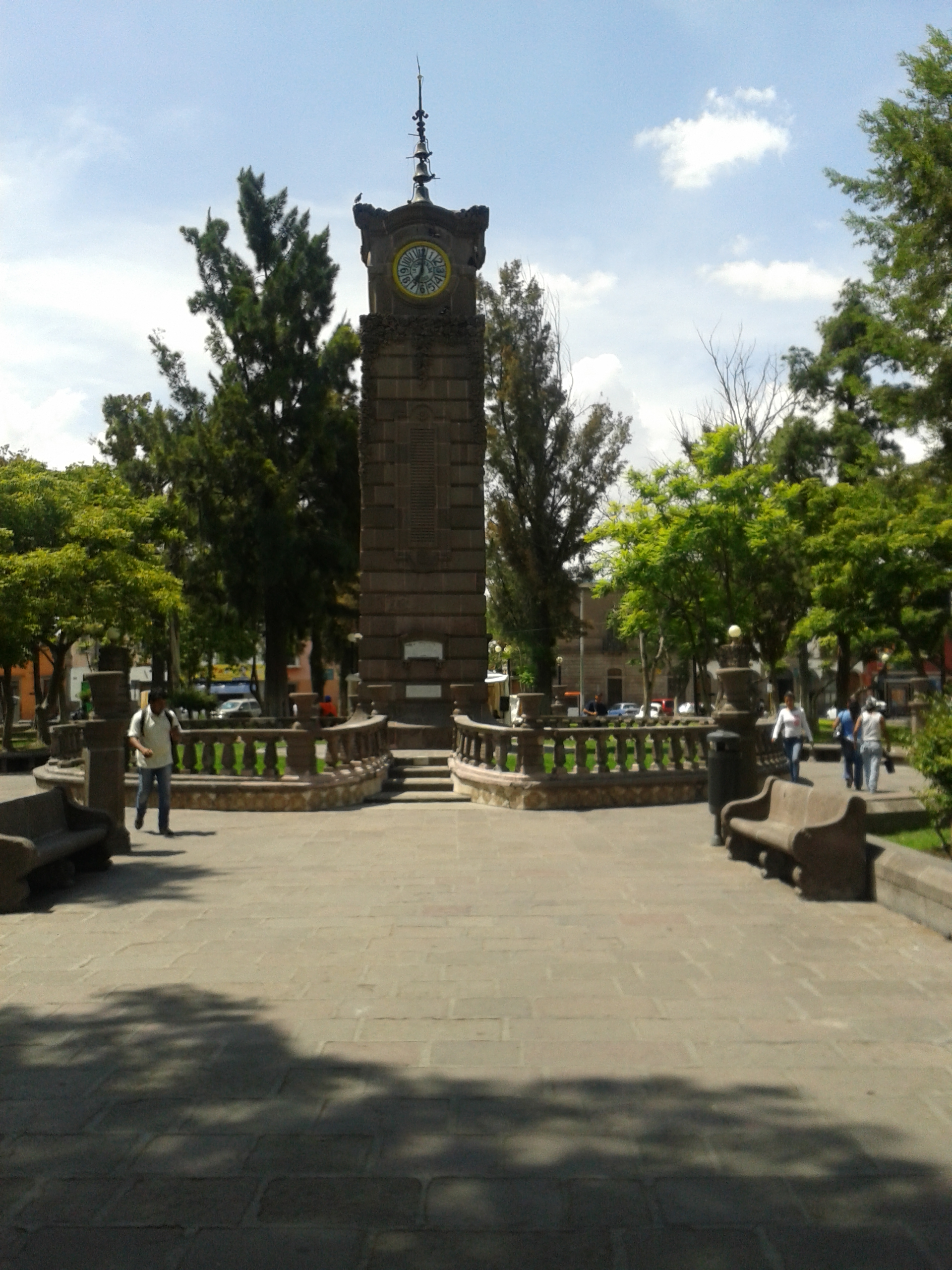
Jardín Colón.
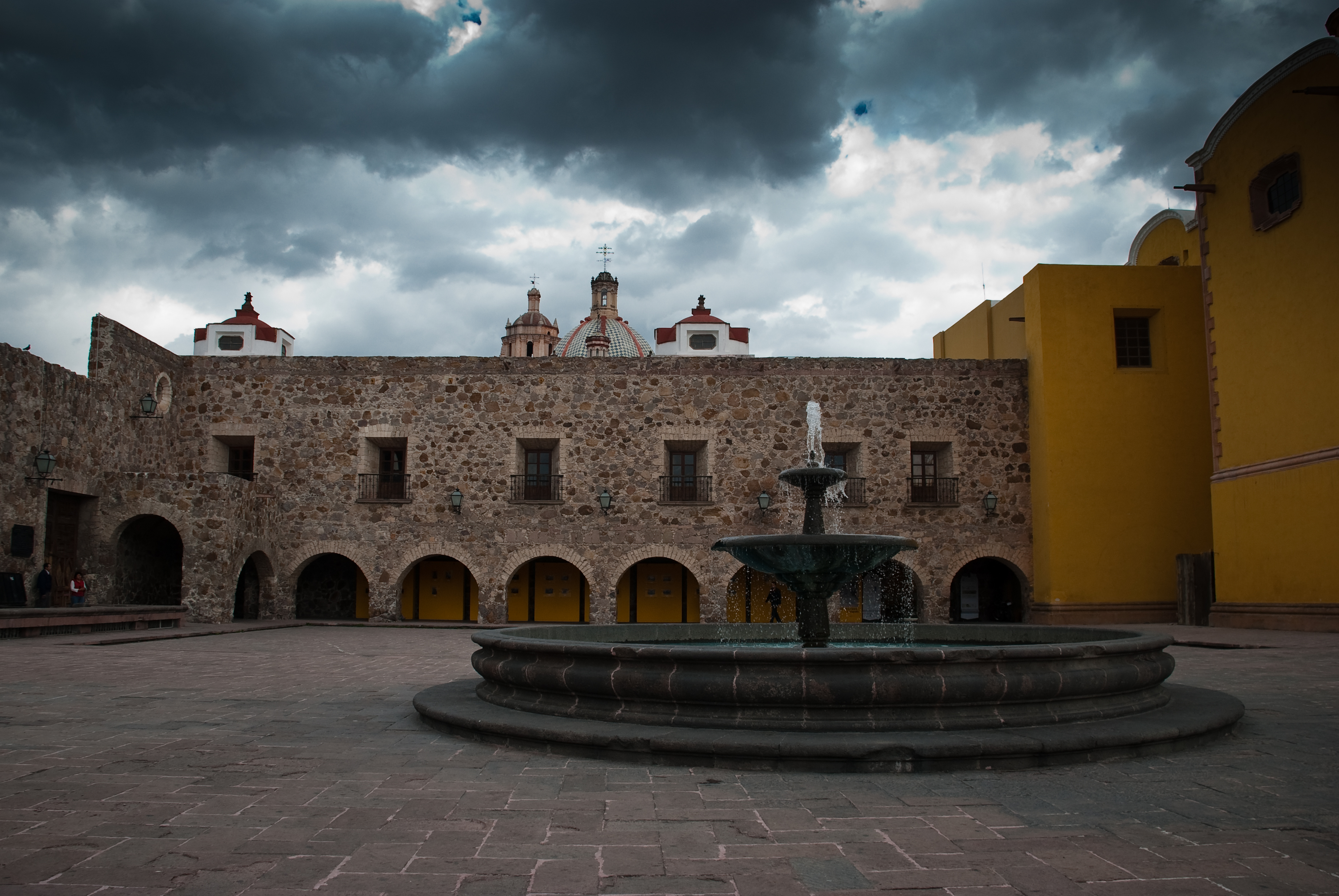
Plaza de Aranzazú.